# Selandia
MS Selandia je bila prva oceanska ladja z dizelskim motorjem. Zgradilo jo je ladjedelniško podjetje Burmeister & Wain za dansko družbo East Asiatic Company. Uporabljala se je za plovbo med Skandinavijo, Italijo in Tajsko. Selandia je uspešno dokazala uporabo dizelskega motorja za pogon ladij.